# 시베리아어
시베리아어(сибирской говор)란 러시아의 언어학자 야로슬라프 졸로타료프를 중심으로 한 볼고타 문화그룹에서 북부 러시아방언을 독립된 문어체계로 재구성한 언어이다. 자연어에 기초를 둔 인공어라 볼 수 있다.
2005년에 개설된 시베리아어 위키백과는 당시 7,205개의 문서를 보유하여 77번째로 큰 위키백과가 되었다.

## 개요
동 슬라브어 제방언이 아직 개별 언어로 분화되지 않았을 무렵, 키예프(우크라이나) 북쪽, 폴로츠크(벨라루스)의 동쪽에 해당하는 북부 러시아지역에는 후대에 우크라이나어와 러시아어, 벨라루스어로 발전하는 동 슬라브 방언과 다른 독자적인 특징을 갖춘 방언군이 존재하였다. 그러나 이 지역의 방언은 러시아 제국이 팽창하면서 모스크바 방언을 표준으로 한 러시아어의 위세에 밀려 독립된 언어로 발전하지 못하고 쇠퇴하였다. 한편 영토확장에 따라 시베리아로 이주한 북부 러시아 출신자와 코샤크 방언 등이 결합하면서 북부 러시아방언에 기반을 둔 시베리아어의 초기 형태가 생겨났다. 그러나 구어에서의 사용에 그치고 문어 확립에는 이르지 못했다. 20세기 중엽에 이 방언에 대해 학문적 연구를 시도하는 몇몇 학자가 있었으며, 최근에 야로슬라프 졸로타료프를 중심으로 인터넷에서 독립된 언어로서 발전시키려는 본격적 시도가 진행 중이다.

## 논쟁
시베리아어 프로젝트가 발표된 이후에, 사람들의 반응은 둘로 나뉘었는데, 언어 자체보다는 정치적, 민족적 논쟁을 자극했다. 우크라이나와 벨라루스의 민족주의자들은 대체적으로 이 프로젝트에 대해 환영의사를 표시했는데, 이것은 우크라이나인이나 벨라루스인이 러시아 내의 소수민족이기도 하고, 벨라루스어나 우크라이나어 역시 오랜 기간 러시아어가 국가 공용어였던 만큼, 아직 그 사용이 충분히 발달하지 않아 러시아어의 그늘에 가려 있었기 때문이다. 반대로 러시아의 민족주의자들은 시베리아어 자체를 분리주의, 지역주의의 산물로 보고 반대하고 있다.
이 때문에 시베리아어 위키백과는 몰도바어 위키백과와 마찬가지로 양 진영 간 충돌이 첨예하다. 언어학적으로는 시베리아어가 대부분 사멸한 방언에 기반을 두고 있기 때문에, 자연어인지 인공어인지에 대해서 논란이 있다.
2010년 현재 위키백과에서 퇴출되었다.

## 비교
- 시베리아어

Шасливой мужык, которой не хоит на вече варначников, Ешшо не торчит на путе греховодников, Ешшо не сидит в усборишше покрутчиков, Но в коне Воспода воля евонна, И про кон Евонной думат день и тьон дык. Ить бут вон навроде лесины, сажонной при перекале вологи, Котора приносит жырки ейны во времьо ейно, И лис которой не вянет, И во всьом, чо не деет, поспетса му. Не таки варначники, а вони как пыль, котору сметат буран, Пото не выдюжат варначники на ряде, И греховодники - в усборишше праведных, Ить знат Восподь путь праведных, А путь варначников погинет.
- 러시아어

Блаженен муж, который не ходит на совет нечестивых и не стоит на пути грешных и не сидит в собрании развратителей, но в законе Господа воля его, и о законе его размышляет он день и ночь, и будет он как дерево посаженное при потоках вод, которое приносит плод свой во время свое, которое не вянет и во всем, что он не делает успеет. Не так – нечестивые [не так]: но они – как прах, возметаемые ветром [с лица земли]. Потому не устоят нечестивые на суде, грешники в собрании праведных. Ибо знает Господь путь праведных, а путь нечестивых погибнет.

## 같이 보기
- 몰도바어
- 게센어